# Erich Lissner
Erich Lissner (geboren 22. Juli 1902 in Chemnitz; gestorben 8. November 1980 in Bad Homburg vor der Höhe) war ein deutscher Journalist.

## Leben
Erich Lissner besuchte das Vitzthumsche Gymnasium in Dresden und studierte nach der Matura 1922/23 an der Kunstakademie Dresden beim Maler Richard Dreher. 1923 fuhr er zur ersten Ausstellung des Bauhauses nach Weimar. Lissner war mit Jakob Hegner, Otto Dix, Oskar Kokoschka, Walter Hasenclever, Kurt Schwitters und Carl Sternheim befreundet und ging nach Hellerau zu Aufführungen der Tanzschule Mary Wigman. Ab 1925 studierte er Archäologie, Ethnologie, Philosophie und Kunstgeschichte in Berlin, Köln und München.
Nach der Machtübergabe der Nationalsozialisten 1933 war ihm als Demokrat eine weitere Laufbahn an einer Universität oder einem öffentlichen Museum verbaut, und Lissner arbeitete nunmehr in der Privatwirtschaft, zunächst als Werbetexter bei Werner & Mertz in Mainz und ab 1938 in der Werbeabteilung der Chemischen Fabrik Kalle in Wiesbaden. In dieser Zeit schrieb er eine „Wurstologie“. Im Jahr 1943 wurde er als Sanitätssoldat zur Wehrmacht eingezogen.
Lissner galt nach 1945 als „unbelastet“ und wurde 1946 von Golo Mann als Chefredakteur der Abteilung Literatur zum Hessischen Rundfunk geholt, Lissner wechselte 1948 in die Redaktion der Frankfurter Rundschau und leitete bis 1969 das Feuilleton der Zeitung.

## Schriften (Auswahl)
- Aus Deutschlands Vorzeit : Ein Erdal-Bilderbuch. Hrsg. Erdal-Fabrik. Mainz : Werner & Mertz Aktiengesellschaft, 1937
- Wurstologia oder Es geht um die Wurst. Frankfurt am Main : Hauserpresse, H. Schaefer, 1939 (Digitalisat)
  - Wurst wider Wurst. Freiburg i. Br.: Hyperion, 1965